# Gerald FitzGerald (15e comte de Desmond)
Pour les articles homonymes, voir Gerald FitzGerald et FitzGerald.
Gerald FitzGerald, 15e comte de Desmond, né vers 1533 et mort le 11 novembre 1583, est un noble irlandais qui mène les Rébellions des Geraldines du Desmond en 1579.
Fils de James FitzGerald, 14e comte de Desmond, il se marie à Joan Fitzgerald puis Eleanor Butle.